# Mahesh Bhatt
Mahesh Bhatt ([hns] ; geboren 20 september 1948) is een Indiase filmregisseur, producent en scenarioschrijver die bekend staat om zijn werk in de Hindi-cinema. Hij heeft een aantal onderscheidingen ontvangen, waaronder vijf National Film Awards en vier Filmfare Awards. Een opvallende film uit zijn eerdere periode is Saaransh (1984), vertoond op het 14e Internationale Filmfestival van Moskou. Het werd de officiële Indiase inzending voor de Academy Award voor Beste Buitenlandse Film van dat jaar. De film Naam uit 1986 was zijn eerste commerciële film. In 1987 werd hij producent van de film Kabzaa onder de naam Vishesh Films, samen met zijn broer Mukesh Bhatt . In 2013 werd hij opgenomen in de Bollywood Walk of Fame, bij Bandra Bandstand, waar zijn handafdruk bewaard is gebleven.
Als zoon van regisseur Nanabhai Bhatt groeide hij in het daaropvolgende decennium uit tot een van de meest gerenommeerde regisseurs van de Indiase filmindustrie. Hij maakte zowel arthousefilms als Daddy (1989) en Swayam (1991) als commerciële romantische hits, zoals Aashiqui (1990) en Dil Hai Ki Manta Nahin (1991), waarin hij Pooja Bhatt en acteur Aamir Khan castte. Vervolgens regisseerde hij Sadak (1991), dat een hit werd en nog steeds zijn meest succesvolle film is, zowel geregisseerd als geproduceerd door Vishesh Films.
In de jaren negentig kreeg Mahesh lovende kritieken voor Sir (1993), samen met andere hits als Gumraah (1993) en Criminal (1994). In 1994 won hij de National Film Award-Special Jury Award voor het regisseren van Hum Hain Rahi Pyar Ke (1993). In 1996 regisseerde hij Tamanna, waarmee hij de National Film Award won voor beste film over andere maatschappelijke kwesties. In 1999 regisseerde hij de autobiografische film Zakhm, die hem de Nargis Dutt Award voor beste speelfilm over nationale integratie opleverde. Daarna sloegen Bhatt en zijn broer de handen ineen om Vishesh Films op te richten. Zij leverden de verhalen en scenario's voor meer dan twintig films, waarvan vele kassuccessen waren. Bhatt heeft meerdere hedendaagse films geproduceerd, zoals Raaz (2002), Jism (2003), Murder (2004), Gangster (2006), Woh Lamhe (2006), Jannat (2008), Murder 2 (2011) en Aashiqui 2 (2013). Vanwege meningsverschillen tussen de broers nam Mukesh Vishesh Films over en in mei 2021 werd publiekelijk bekendgemaakt dat Mahesh niet langer aan het bedrijf verbonden was.

## Vroege leven
Bhatt werd op 20 september 1948 geboren in Bombay, in een Gujarati- familie met als ouders Nanabhai Bhatt en Shirin Mohammad Ali. Bhatts vader was een hindoeïstische Nagar-brahmaan  en zijn moeder was een moslim.  
Onder zijn broers en zussen bevindt zich de Indiase filmproducent Mukesh Bhatt. Bhatt volgde zijn opleiding aan de Don Bosco High School in Matunga. Terwijl hij nog op school zat, begon Bhatt met zomerbaantjes om geld te verdienen en maakte hij tegelijkertijd reclame voor producten. Via kennissen werd hij voorgesteld aan filmregisseur Raj Khosla. Bhatt begon dus als assistent-regisseur van Khosla.